# Pediocactus peeblesianus subsp. fickeiseniorum
Pediocactus peeblesianus subsp. fickeiseniorum ist eine Unterart der Pflanzenart Pediocactus peeblesianus in der Familie der Kakteengewächse (Cactaceae). Englische Trivialnamen sind „Fickeisen Cactus“ und „Navajo Cactus“. Die Unterart ist bedroht und wurde in den Anhang I des Washingtoner Artenschutzabkommens zum Schutz gefährdeter Arten aufgenommen.

## Beschreibung
Der kugelförmige bis oval wachsende Pediocactus peeblesianus subsp. fickeiseniorum wird 2 bis 6,5 cm lang und 2 bis 5,5 cm breit. Charakteristisch ist der nach oben gerichtete korkige Mitteldorn. Die die gelben, röhrenförmige Blüten sind mit Unterart Pediocactus peeblesianus subsp. peeblesianus identisch. Sie weisen eine Länge und einen Durchmesser von 1,5 bis 2,5 cm auf. Die Unterart wächst in einem begrenzten Gebiet im Grand Canyon Gebiet und ist geographisch isoliert von den Unterarten Pediocactus peeblesianus subsp. peeblesianus und Pediocactus peeblesianus subsp. menzelii.
Geophytische Merkmale wie bei Vertretern der Gattung Pediocactus Sektion Pediocactus (Pediocactus paradinei, Pediocactus knowltonii) und der Sektion Rhytidospermae (Pediocactus bradyi und dessen Unterarten) werden deutlich. Die Blütezeit ist im April.
Pediocactus peeblesianus subsp. fickeiseniorum ist bei trockenem Stand winterhart bis minus 20 °C. Die wurzelechte Kultivierung in Europa ist möglich.

## Verbreitung
Pediocactus peeblesianus subsp. fickeiseniorum ist eine der seltensten und kleinsten Unterarten in den USA. Die Unterart wächst endemisch in Arizona auf Ebenen in Grasland oder Kalksteinhügeln in Höhenlagen von 1400 bis 1700 m und ist vergesellschaftet mit Echinocereus triglochidiatus, Echinocereus engelmannii, Escobaria vivipara, verschiedenen Opuntia-Arten und Yucca baccata.

## Systematik
Die Unterart ist zu Ehren von Norman und Florence Fickeisen, den Mitentdeckern, benannt. Die Erstbeschreibung als Navajoa fickeisenii erfolgte 1960 durch Curt Backeberg. Diese war jedoch nach den Regeln des ICBN ungültig. Eine korrekte Veröffentlichung als Navajoa peeblesiana var. fickeiseniorum erfolgte 1994 durch Fritz Hochstätter. Jonas Martin Lüthy stellte 1999 die mittlerweile in den Rang einer Unterart erhobenen Varietät in die Gattung Pediocactus.
Synonyme sind:
- Navajoa fickeisenii Backeb. (1960, nom. inval. ICBN-Artikel 37.1)[2]
- Pediocactus peebesianus var. fickeisenii L.D.Benson (1962, nom. inval. ICBN-Artikel 37.1)[3]
- Toumeya fickeisenii (Backeb.) W.H.Earle (1963, nom. inval. ICBN-Artikel 37.1)[4]
- Pediocactus peeblesianaus var. fickeiseniae L.D.Benson(1969 nom. inval. ICBN-Artikel 37.1)[5]
- Navajoa peeblesiana var. fickeiseniorum Hochstätter (1994, Basionym)[6]
- Navajoa peeblesiana subsp. fickeiseniorum (Hochstätter) Hochstätter (1995)[7]
- Neonavajoa peeblesiana var. fickeiseniorum (Hochstätter) Doweld (1999)[8]